# Раздолье (Новгородская область)
Раздо́лье — посёлок в Боровичском районе Новгородской области России. Входит в состав Прогресского сельского поселения.

## География
Посёлок находится в юго-восточной части Новгородской области, в пределах Валдайской возвышенности, в подзоне южной тайги, на правом берегу реки Быстрица, при автодороге А122, у северо-восточной окраины города Боровичи, административного центра района. Абсолютная высота — 86 м над уровнем моря.

### Климат
Климат характеризуется как умеренно континентальный, влажный, с нежарким коротким летом и относительно мягкой зимой. Средняя многолетняя температура самого холодного месяца (января) составляет −9°С (абсолютный минимум — −54 °C), средняя температура самого тёплого (июля) — 17,4 °С (абсолютный максимум — 35 °С). Безморозный период длится 125 дней. Продолжительность периода активной вегетации растений составляет более 4 месяцев. Среднегодовое количество осадков — 553 мм, из которых около 70 % выпадает в тёплый период. Устойчивый снежный покров сохраняется в среднем 5 месяцев с начала декабря до начала апреля.

### Часовой пояс
Посёлок Раздолье, как и вся Новгородская область, находится в часовой зоне МСК (московское время). Смещение применяемого времени относительно UTC составляет +3:00.

## Население
| 2000 | 2001 | 2002 | 2003 | 2004 | 2005 | 2006 |
| ---- | ---- | ---- | ---- | ---- | ---- | ---- |
| 130  | ↗133 | →133 | ↘123 | →123 | ↗126 | ↘124 |
| 2007 | 2008 | 2009 | 2010 |      |      |      |
| ↘123 | ↗134 | ↗143 | ↘118 |      |      |      |

### Национальный состав
Согласно результатам переписи 2002 года, в национальной структуре населения русские составляли 91 % из 120 чел.